# Dalby (Dania)
Dalby – miasto w Danii, w regionie Zelandia, w gminie Faxe.